# باشگاه فوتبال ابی هی
باشگاه فوتبال ابی هی (به انگلیسی: Abbey Hey Football Club) یک باشگاه فوتبال در شهر ابی هی، کشور انگلستان است که در سال ۱۹۰۲ میلادی تأسیس شده‌است.